# Johannes Ludwig (Fußballspieler)
Johannes Ludwig (* 8. Juni 1903 in Kiel; † 7. Januar 1985 ebenda), auch „Hannes“ gerufen, war ein deutscher Fußballspieler. Er spielte sowohl im Verein als auch in der Nationalelf als Stürmer.

## Karriere

### Vereine
Johannes Ludwig wechselte 1928, nach der finanziellen Pleite des Kieler Rivalen Hohenzollern-Hertha, zu Holstein Kiel. Nachdem er in den 1920er Jahren mit Hohenzollern-Hertha schon sehr erfolgreich war und er als erfolgreicher Torschütze gefeiert wurde, gelang ihm mit der Vizemeisterschaft 1930 mit Holstein Kiel sein größter Erfolg. Kontrovers diskutiert wurde der Platzverweis Ludwigs im Finale der Meisterschaft, der schon nach dem Spiel als Unrecht bezeichnet wurde. Mitte der 1930er Jahre beendete er schließlich seine Karriere in Kiel und arbeitete später, zusammen mit Franz Esser, als Trainer bei Holstein Kiel.
In der unmittelbaren Nachkriegszeit machte Ludwig sich sehr verdient um den Wiederaufbau der Kieler Nachwuchsarbeit. Von Beruf war Ludwig Kaufmann in Kiel.

### Nationalmannschaft
Ludwigs Karriere bei der deutschen Nationalelf begann am 28. September 1930 in Dresden als man nach einem 0:3-Rückstand gegen Ungarn noch 5:3 gewinnen konnte. Ludwig schoss das 3:3 in der 73. Minute. Nach dem torlosen Unentschieden am 17. Juni 1931 in Stockholm gegen Schweden, schoss er noch das Tor zum 2:1 beim 2:2 gegen Norwegen in Oslo (60.). Nach diesen Spielen wurde er, trotz guter Leistungen, nie wieder in der Nationalelf eingesetzt.